# Urnenfriedhof Graz

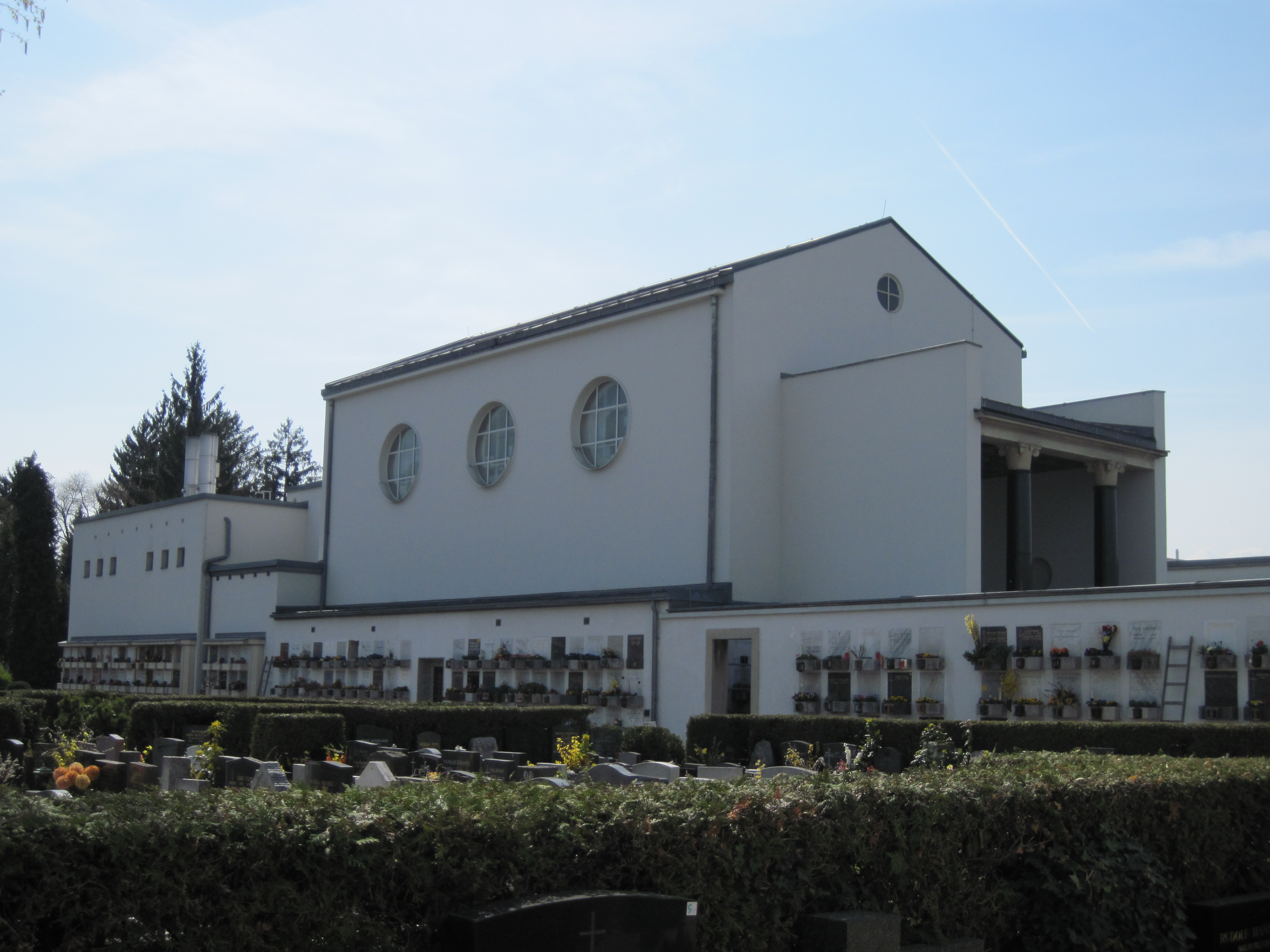
Feuerhalle Graz mit (v. r. n. l.) Säulenvorhalle, Zeremoniensaal und Technikgebäude, davor ein Teil des Urnenfriedhofs

Der Urnenfriedhof Graz mit der Feuerhalle Graz zählt zur Gruppe der Grazer Friedhöfe. Er befindet sich im Grazer Bezirk Gries an der Alten Poststraße. Unmittelbar nördlich schließt an den Urnenfriedhof ein muslimischer Friedhof an, unmittelbar südlich – nur durch die Josef-Hyrtl-Gasse getrennt – der Zentralfriedhof Graz. Am Haupteingang befindet sich eine Haltestelle der Graz Linien. Urnenfriedhof und Feuerhalle befinden sich im Besitz der Stadt Graz und werden von der städtischen Bestattung Graz GmbH verwaltet. Der Urnenfriedhof und die Feuerhalle stehen unter Denkmalschutz.

## Geschichte
1909 beantragte der Landesverein für Steiermark und Kärnten der Freunde der Feuerbestattung „Die Flamme“ – nach dem Erwerb von entsprechenden Grundflächen in Graz – eine Bestattungskonzession sowie die Bewilligung zur Errichtung eines Krematoriums. Das Ansuchen wurde damals sowohl von der steirischen Statthalterei als auch vom Verwaltungsgerichtshof abgelehnt. Nach dem Ersten Weltkrieg entstand in Graz außerdem ein Zweigverein des Wiener Arbeiter-Feuerbestattungsvereins „Die Flamme“, der sich ebenfalls für die Errichtung einer Anlage zur Einäscherung von Leichen einsetzte. 1930 beschloss der Grazer Gemeinderat schließlich die Errichtung eines städtischen Urnenhains. Die Errichtung eines Krematoriums wurde jedoch den beiden in Graz ansässigen Feuerbestattungsvereinen überlassen.
Die Feuerhalle am Grazer Urnenfriedhof samt Zeremoniensaal wurde in den Jahren 1931 bis 1932 nach Plänen des Architekten Erich Boltenstern im Auftrag der beiden in Graz ansässigen Feuerbestattungsvereine errichtet. Boltenstern war während der Errichtung des Urnenhains Linz-Urfahr (1927 bis 1928) Mitarbeiter von Julius Schulte. Er lieferte später auch die Pläne für das in den Jahren 1952 bis 1953 errichtete Krematorium auf dem Villacher Waldfriedhof. Die Feuerhalle am Grazer Urnenfriedhof war damals das fünfte Krematorium in Österreich und das letzte, das vor dem Zweiten Weltkrieg erbaut wurde. In den Jahren 1961 bis 1967 erfuhr die Feuerhalle wie auch der benachbarte Urnenhain eine Erweiterung. Bei ihrer Eröffnung 1932 verfügte die Grazer Feuerhalle als erstes Krematorium in Österreich über mit Gas betriebene Verbrennungsöfen, während die anderen Krematorien in Österreich damals und zum Teil noch bis in die 1960er Jahre hinein mit Hüttenkoks befeuert wurden. Heute (2023) ist die Anlage mit zwei automatisch regulierten Elektro-Kremationsöfen ausgestattet, so dass pro Arbeitstag 18 Verstorbene in der Feuerhalle eingeäschert werden können.
Der die Feuerhalle umgebende Urnenfriedhof wurde im Jahr 1932 nach Plänen des Gartenarchitekten Wolfgang Fauland geschaffen. Das erste dort angelegte Grab wird noch heute von der Grazer Bestattung in Stand gehalten und gepflegt. Derzeit gibt es im Grazer Urnenfriedhof rund 11.000 Gräber, welche sich auf mehrere Grabtypen – z. B. Mauernischen, Bodengräber, Beisetzungen unter Bäumen oder in Rasenflächen – verteilen. Gemessen an der Zahl der Grabstätten liegt der Urnenfriedhof nach dem Zentralfriedhof und dem Friedhof St. Peter an dritter Stelle der Friedhöfe in Graz.

## Hier bestattete Personen
- Hans Pirchegger (1875–1973), Historiker
- Hannes Bammer (1922–2017), Politiker